# Zehn Stücke für das Pianoforte
Zehn Stücke für das Pianoforte is een verzameling werkjes gecomponeerd door Christian Sinding. De verzameling verscheen in twee bundels (1-5, 6-10).
Het origineel was voor de Duitse markt bestemd, maar sinds het succes van Sinding Eerste vioolconcert werden ook de Engelse en Franse titels meegegeven:
1. Albumblatt (album leave, feuille d’album) in allegro passionato
2. Humoreske in tempo giusto
3. Irrlicht (Will o’ the wisp, Feu follet) in presto
4. Abendbrise (Zephyrs, Brise de soir) in allegretto
5. Melodie in andantino
6. Impromptu in con anima
7. Fröhlicher Marsch (Rollicking march, Marche joyeuse)  in deciso
8. Capriccio in presto
9. Intermezzo in con brio
10. Studie (study, étude) in allegro